# Jiří Prskavec
Jiří Prskavec (n. 18 mai 1993, Mělník, Boemia Centrală⁠(d), Cehia) este un caiacist ce a reprezentat Cehia, medaliat olimpic. A participat la 3 ediții ale Jocurilor Olimpice (2016, 2020, 2024) în care a câștigat o medalie de aur și o medalie de bronz.